# Bathyphantes diasosnemis
Bathyphantes diasosnemis is een spinnensoort in de taxonomische indeling van de hangmatspinnen (Linyphiidae).
Het dier behoort tot het geslacht Bathyphantes. De wetenschappelijke naam van de soort werd voor het eerst geldig gepubliceerd in 1929 door Jean-Louis Fage.